# ستانفورد مور
ستانفورد مور (Stanford Moore) هو عالم كيمياء حيوية أمريكي ولد في 4 سبتمبر 1913 بشيكاغو وتوفي في 23 أغسطس 1982 في نيويورك.
درس الكيمياء في جامعة فاندربلت في ناشفيل ومن ثم في جامعة ويسكونسن-ماديسون التي تحصل فيها على دكتوراه. أصبح بعدها أستاذاً للكيمياء في جامعة نيويورك حيث عمل مع وليم ستاين. عمل بعد ذلك في معهد روكفيلر في نيويورك. قام مع وليم ستاين بأول وصف دقيق وكامل لتركيبة الإنزيم.
تحصل سنة على جائزة نوبل في الكيمياء سنة 1972.

## روابط خارجية
- ستانفورد مور على موقع الموسوعة البريطانية (الإنجليزية)
- ستانفورد مور على موقع مونزينجر (الألمانية)
- ستانفورد مور على موقع إن إن دي بي (الإنجليزية)